# Numer 217
Numer 217 (oryg. Челове́к № 217) – radziecki dramat wojenny z 1944 roku w reżyserii Michaiła Romma.

## Opis fabuły
ZSRR podczas II wojny światowej. Dziewczyna imieniem Tania wraz ze swoją przyjaciółką Kławą i wieloma innymi obywatelami ZSRR zostaje wysłana na roboty do Niemiec. Od tej pory jest już tylko numerem 217 – "niewolnikiem" kupionym za kilkanaście marek przez niemieckiego "właściciela". Pracuje jako służąca w domu zamożnego kupca Kraussa, gdzie poddawana jest ciągłym szykanom przez niego i członków jego rodziny. Pomimo to nie załamuje się i zachowuje godną postawę. Swój los dzieli z innym Rosjaninem – profesorem matematyki Siergiejem Iwanowiczem – który również pracuje w domu Kraussów jako służący. Obydwoje zaprzyjaźniają się i planują wspólną ucieczkę. Pewnego dnia w domu Kraussów zjawia się wraz ze swoim przyjacielem Kurtem syn Kraussa – Max. To dwaj frontowi "esesmani", którzy przyjechali na urlop. Po przeprowadzonym przez nich przesłuchaniu stary profesor umiera. Zdesperowana Tania morduje w nocy śpiących "esesowców", a radziecki nalot jaki ma miejsce następnego ranka ułatwia jej ucieczkę. W ostatniej scenie filmu, stojąc w tłumie obserwującym przemarsz kolumn niemieckich jeńców w jednym z radzieckich miast, z nienawiścią nawołuje do odwetu na Niemcach.

## Obsada aktorska
- Jelena Kuźmina – Tatjana
- Anna Lisianskaja – Kława
- Wasilij Zajczikow – naukowiec Siergiej Iwanowicz
- Nikołaj Komissar – ojciec Tatjany
- Grigorij Michajłow – więzień nr 224
- Władimir Władisławski – Johan Krauss
- Tatjana Baryszewa – Greta Krauss
- Lidia Suchariewska – Lotte, córka Kraussów
- Pawieł Suchanow – Rudolf, narzeczony Lotte
- Heinrich Greif – „esesman” Kurt, przyjaciel Maksa
- Władimir Bałaszow – „esesman” Maks, syn Kraussów
- Jewgienij Morgunow – więzień nr 204
- Ludmiła Siemionowa – Niemka obecna podczas rozdziału rosyjskich robotników
- Gieorgij Budarow – Niemiec obecny podczas rozdziału rosyjskich robotników
- Konstantin Michajłow – Niemiec próbujący namówić do współpracy Siergieja Iwanowicza
- Grigorij Kiriłłow – Niemiec próbujący namówić do współpracy Siergieja Iwanowicza
- Boris Swoboda – niemiecki oficer nadzorujący przydział rosyjskich robotników